# Ponto de perímetro trisseccionado

O ponto de perímetro trisseccionado de um triângulo retângulo 3-4-5. Para este triângulo, C´B = A´C e BA´ = CB´, mas esse não é o caso para triângulos de outras formas.

Em geometria, dado um triângulo ABC, existem os únicos pontos A´, B´ e C´ sobre os lados BC, CA e AB, respectivamente, tal que:
- A´, B´ e C´ particionam o perímetro do triângulo em três trechos de igual comprimento. Ou seja,

C´B + BA´ = B´A + AC´ = A´C + CB´.
- As três linhas AA´, BB´ e CC´ cruzam-se em um ponto, o ponto de perímetro trisseccionado.

Este é o ponto X369 na Encyclopedia of Triangle Centers de Clark Kimberling. A unicidade e uma fórmula para as coordenadas trilineares X369 foram mostradas por Peter Yff no final do século XX. A fórmula envolve a raiz real única de uma equação cúbica.